# Sanur
Sanur est une kelurahan (commune) de la province de Bali en Indonésie.

## Histoire
C'est à Sanur qu'on a trouvé le plus ancien document écrit connu de Bali. Il s'agit de la « charte de Blanjong (en) », rédigée en sanscrit et datée de 913 après Jésus Christ. Elle mentionne un souverain du nom de Sri Kesari Warmadewa (en) et un lieu nommé « Walidwipa ».

## Géographie
Sanur est située sur la côte sud de l'île de Bali.

## Administration
Administrativement, Sanur appartient au kecamatan de Denpasar sud (id), dans la kota de Denpasar, province de Bali.

## Voies de communication
La ville est située à 30 minutes en voiture de l'aéroport international de Denpasar Ngurah Rai.

## Tourisme
Sanur est une destination prisée par les touristes. On y trouve des stations telles que La Medina et Bali Hyatt.

## Personnalités liées
- Ida Bagus Nyoman Rai (1915-2000), peintre balinais
- Jean Le Mayeur (1880-1958), peintre d'origine belge ayant travaillé à Bali pendant les 26 dernières années de sa vie. Sa maison de Sanur a été transformée en musée consacré à son œuvre et à la culture balinaise.

### Galerie d'images

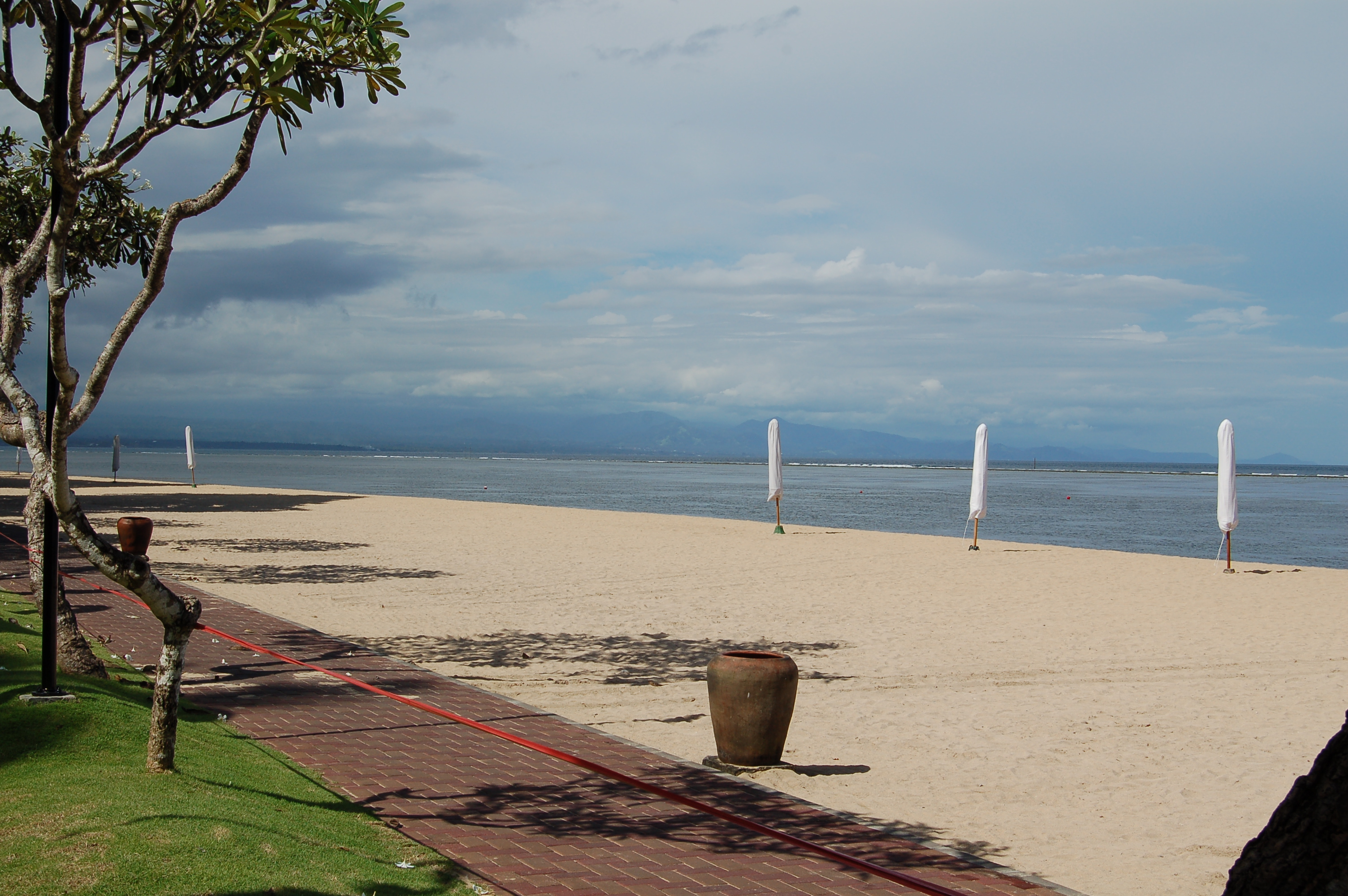
Plage de Sanur, avec vue en direction du Mont Agung (dissimulé par les nuages)
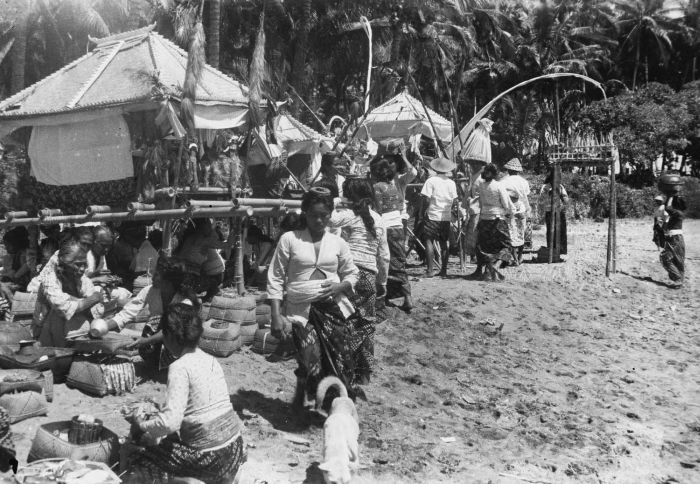
Nouvel an balinais à Sanur (1949)
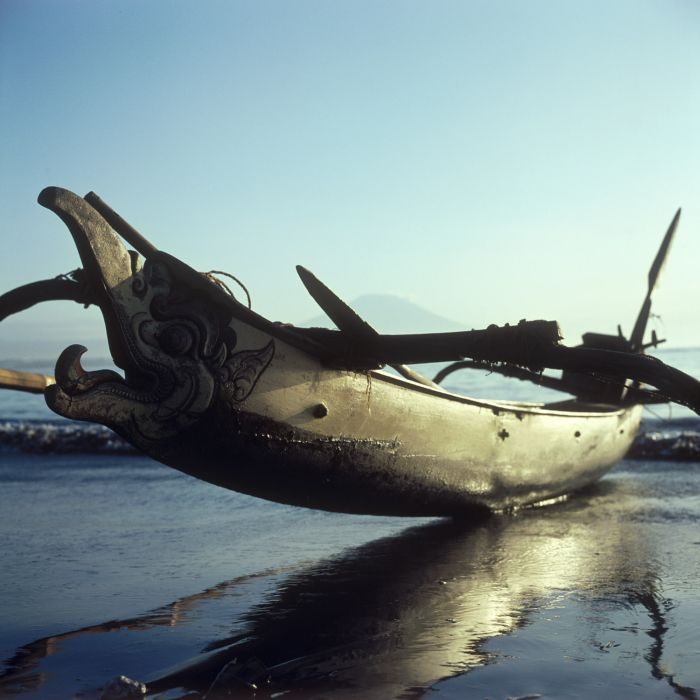
Bateau balinais sur la plage de Sanur (entre 1960 et 1980)
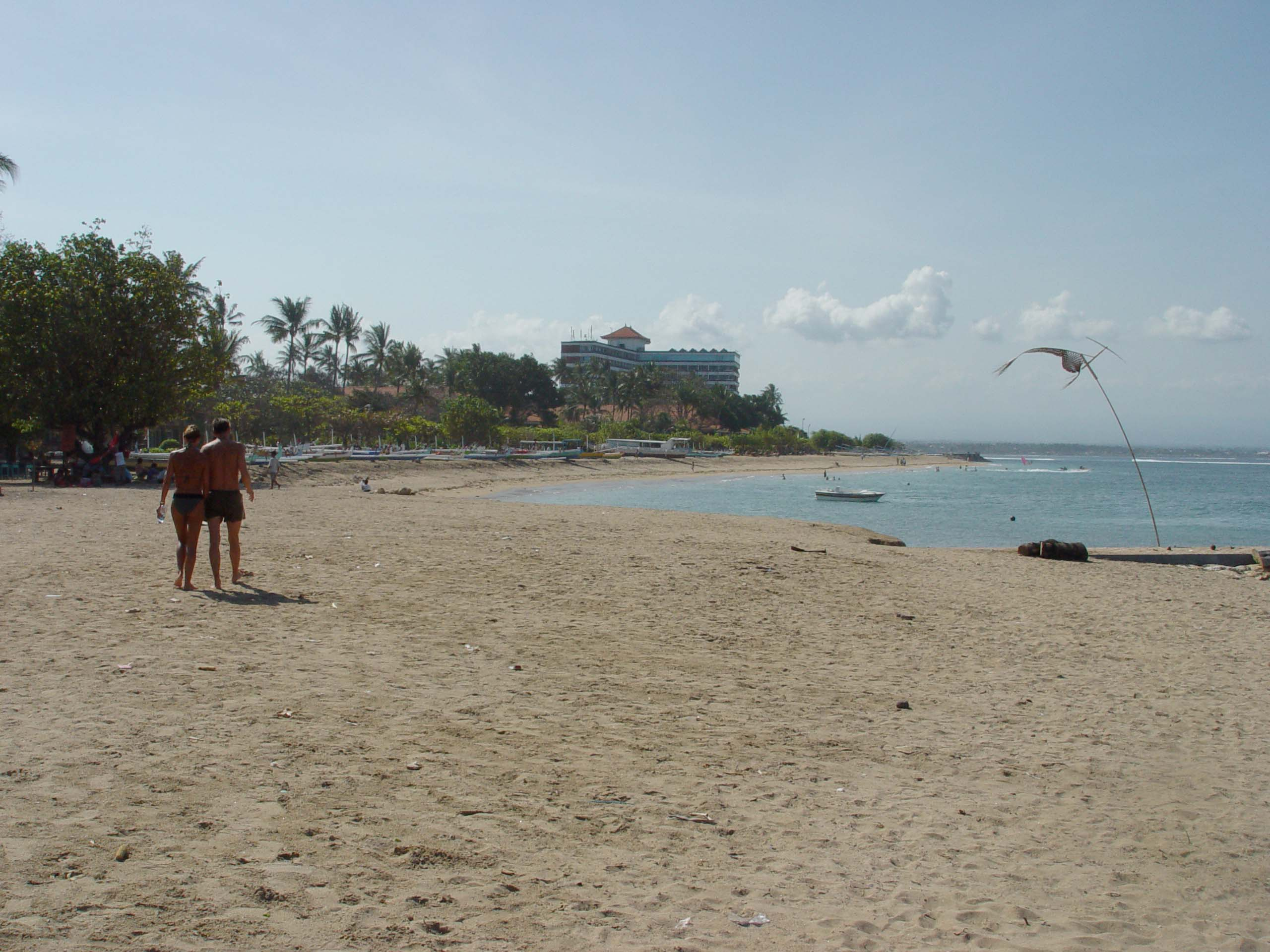
Plage de Sanur
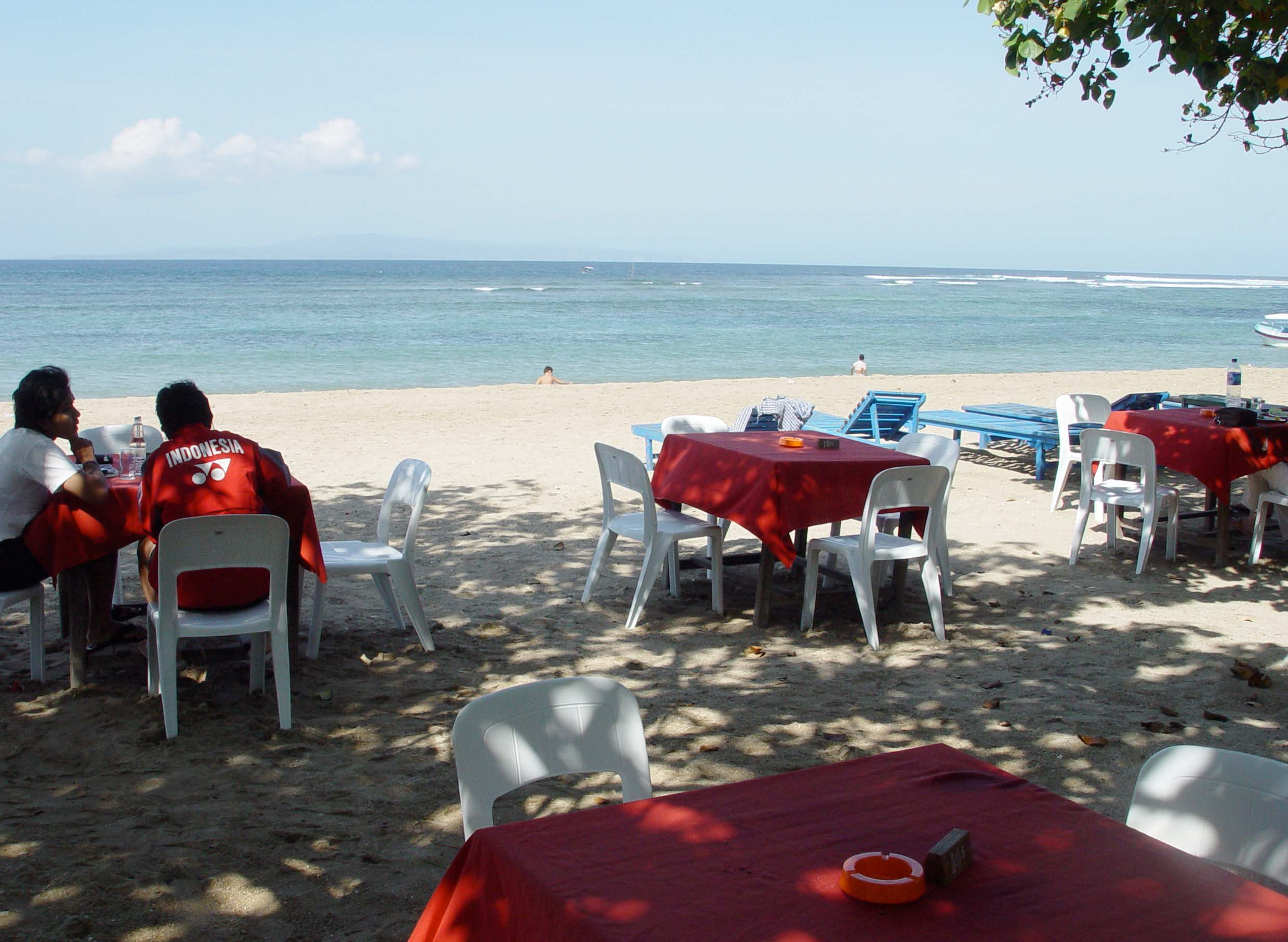
Buvette sur la plage de Sanur